# NSÍ Runavík
NSÍ Runavík (celým názvem Nes Sóknar Ítróttarfelag , česky znamená Sportovní klub obce Nes) je faerský fotbalový klub z Runavíku založený roku 1957. Klubové barvy jsou žlutá a černá.

## Evropské poháry
| Sezona  | Soutěž                | Kolo        | Země     | Klub                  | Doma | Venku | Celkem |
| ------- | --------------------- | ----------- | -------- | --------------------- | ---- | ----- | ------ |
| 2003–04 | Pohár UEFA            | 1. předkolo | Norsko   | FK Lyn                | 1–3  | 0–6   | 1–9    |
| 2004    | UEFA Intertoto Cup    | 1. kolo     | Dánsko   | Esbjerg fB            | 0–4  | 1–3   | 1–7    |
| 2005–06 | Pohár UEFA            | 1. předkolo | Lotyšsko | FK Liepājas Metalurgs | 0–3  | 0–3   | 0–6    |
| 2008–09 | UEFA Champions League | 1. předkolo | Gruzie   | FC Dinamo Tbilisi     | 1–0  | 0–3   | 1–3    |
| 2009–10 | UEFA Europa League    | 1. předkolo | Norsko   | Rosenborg BK          | 0–3  | 1–3   | 1–6    |
| 2010–11 | UEFA Europa League    | 1. předkolo | Švédsko  | Gefle IF              | 0–2  | 1–2   | 1–4    |
| 2011–12 | UEFA Europa League    | 1. předkolo | Anglie   | Fulham                | 0–0  | 0–3   | 0–3    |

## Trofeje
- Effodeildin – 2007 [1]
- Fotbalový pohár Faerských ostrovů – 1986, 2002
- Faroe Islands Super Cup – 2007